# Phyllanthus dorotheae
Phyllanthus dorotheae är en emblikaväxtart som beskrevs av Maurice Schmid. Phyllanthus dorotheae ingår i släktet Phyllanthus och familjen emblikaväxter. Inga underarter finns listade i Catalogue of Life.